# Лапиньш, Алвис
Алвис Лапиньш (латыш. Alvis Lapiņš; род. 2 марта 1946) — советский и латвийский киносценарист и продюсер.

## Биография
Родился 2 марта 1946 года в Сесавской волости Елгавского уезда Латвии в крестьянской семье.
Окончил Саулкрастскую среднюю школу, историко-филологический факультет Латвийского государственного университета (1964—1967) и Всесоюзный государственный институт кинематографии (1970).
С 1964 года работал на Рижской киностудии, был помощником режиссёра (1965—1967), редактором сценарного отдела (1970—1990). Член редколлегии издания Literatūra un Māksla (1987—1991). Руководитель и один из основателей киностудии «ALKO» (1991).
Лауреат кинофестиваля «Большой Кристап» в номинации за лучший сценарий к фильму «Водяная бомба для кота-толстяка» режиссёра Вариса Браслы и в номинации 2022 года за жизненные достижения в кино.

## Фильмография
- 1973 — Прикосновение
- 1978 — Потому что я — Айвар Лидак
- 1979 — Незаконченный ужин
- 1979 — Всё из-за этой шальной Паулины
- 1980 — Не будь этой девчонки…
- 1983 — Мираж
- 1985 — Проделки сорванца
- 1986 — Свечка, яркая как солнце
- 1987 — Айя
- 1988 — Чужой
- 1990 — Семья Зитаров
- 1991 — В петле
- 1991 — Времена землемеров
- 1992 — По следу белого фургона
- 1993 — Рождественский переполох